# Stefano Andrea Renier

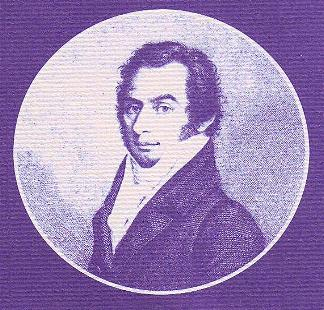
Stefano Andrea Renier

Stefano Andrea Renier (* 29. Januar 1759 in Chioggia; † 16. Januar 1830 Padua) war ein italienischer Zoologe und Arzt.

## Leben
Renier studierte am bischöflichen Seminar in Padua und danach Medizin an der Universität Padua mit dem Abschluss als Doktor der Medizin 1781. Er war an Hospitälern in Bologna, Florenz und Pavia, bevor er nach Chioggia zurückkehrte und sich als Arzt niederließ. Nebenbei befasste er sich mit Zoologie, besonders Ichthyologie. Er war Arzt am Gesundheitsamt von Chioggia und als solcher für den sanitären Zustand von Lagerhäusern, Spitälern, Salinen und anderen Betrieben zuständig. Während der Napoleonischen Besetzung versuchte er für die Stadt in Verhandlungen den Status eines Freihafens zu erreichen. 
1806 bis 1829 war er Professor für Naturgeschichte an der Universität Padua und war Direktor des Naturhistorischen Museums in Padua.
Nach mehrjähriger Arbeit katalogisierte er die Mollusken des Mittelmeers mit vielen Erstbeschreibungen. Für die Klassifikation benutzte er auch das Nervensystem der Mollusken. Eine seiner ersten Arbeiten betraf die koloniebildende Seescheiden-Gattung Botryllus (Sternaszidie). Ein Teil seiner Sammlung von Meerestieren verkaufte er 1818 an das Naturalienkabinett in Wien.
Von ihm stammen auch Schulbücher.

## Schriften
- Sopra il Botrillo stellato 1793
- Tavola alfabetica delle conchiglie Adriatiche, 1802
- Tavole per servire alla classificazione e connoscenza degli Animali 1807
- Elementi di mineralogia, 1825 bis 1828
- Osservazioni postume di zoologia adriatica 1847 (Herausgeber G. Meneghini)